# Hemiphonus tindalei
Hemiphonus tindalei är en insektsart som först beskrevs av Lucien Chopard 1951.  Hemiphonus tindalei ingår i släktet Hemiphonus och familjen syrsor. Inga underarter finns listade i Catalogue of Life.